# Sora Shiina
Sora Shiina (椎名 そら?, Shiina Sora; prefettura di Aichi, 12 luglio 1995) è un'attrice pornografica giapponese.

## Biografia
Il suo debutto è avvenuto il 25 novembre 2015, con la casa di produzione Nanpa Japan.
Bisessuale, si è legata sentimentalmente alla collega Eririka Katagiri (nota anche come Nanako Tsukishima) con la quale nella primavera del 2016 ha creato un duo lesbico chiamato Bibians.
Il 23 aprile 2017 ha vinto il premio speciale come miglior presentatrice ai DMM Adult Award. Il 16 novembre dello stesso anno ha vinto il premio AV Open come migliore attrice nella categoria votata dai fan. Per quattro anni di fila, ovvero per ogni anno successivo al suo debutto, è stata nominata tra le dieci migliori attrici ai DMM Adult Award (nel 2019 ribattezzati Fanza Adult Award), prima attrice ad ottenere per almeno tre anni consecutivi questo riconoscimento.